# Брусни папир
Брусни папир, шмиргл папир (њем. Schmirgelpapier - брусни папир) или само шмиргла, шмиргло је врста крутог папира чија је једна или обје стране обложена абразивом. Користи се да се уклоне мале количине материјала са површина да би се учиниле глатким (при бојењу или завршној обради дрвета), да се уклони слој материјала (стара боја) или да се површина учини грубљом, као припрема прије лијепљења.

## Историја
Прва забиљежена употреба шмиргл папира сеже у 13. вијек када су се мрвљене шкољке, сјеменке и пијесак мијешали с природном гумом и лијепили на пергамент. У Библији се помиње да је краљ Соломон користио мистериозни абразив зван шамир дозвољавајући краљу да изгради свој храм (нпр. сече огромне камене блокове) без употребе гвозденог алата, пошто је храм требало да буде место мира, а гвожђе је било коришћено у рату. У хебрејском предању Шамир је такође сматран магичним црвом способним да разбије стакло када се на њему одмара.
У сличне сврхе као шмиргл папир користила се и кожа ајкуле. На Коморским острвима домороци су користили грубе крљушти живог фосила целаканта. У Јапану је кориштен скувани и исушени коњски реп, који је као материјал за полирање давао боље резултате од шмиргл папира.
Шмиргл папир је у почетку био познат као стакласти папир пошто је садржавао дијелиће стакла. Пошто су дјелићи стакла били оштрији од пијеска давали су боље резултате. Јефтини фалсификати од пијеска су продавани као стакласти папир све до 17. вијека.
До 1833. стакласти папир је израђиван ручно у компанији Џона Оакеја. Он је развио нове врсте адхезива и процесе који су омогућили масовну производњу. Процес прављења шмиргл папира је патентирао Ајзак Фишер Џуниор из Спрингфилда у Вермонту 14. јуна 1834.
Године 1921, 3М је осмислио шмиргл папир са водонепропусном подлогом, познат као мокросуви шмиргл папир. Тиме је омогућено кориштење с водом која служи као лубрикант који односи честице које би без тога прекриле површину папира наносећи му штету. Овакав папир је прво кориштен код фарбања аутомобила.

## Типови шмиргл папира
Постоји много типова шмиргл папира које се разликују по подлози, материјалу који се користи за абразивну површину, величини честица површинског материјала и љепилу којим се повезују.

### Подлога
Поред папира, подлога за шмиргл папир укључује и тканину (памук, полиестер, вјештачку свилу), полиетиленску (PET) фолију и влакно или гуму. Тканина се користи за траке и дискове папира, док се PET фолија користи код финих абразива. Влакно или вулканизовано влакно је чврсти материјал за подлогу са мноштвом слојева полимера утиснутих у папир.
Маса подлоге се означава словом. За папирне подлоге најлакше су означене са A, а најтеже са F. За подлоге с тканином ознаке се J, X, Y, T, и M, од најлакше до најтеже.
Савитљива подлога омогућава да шмиргл папир може да прати контуре материјала. Мање савитљиве подлоге се користе за правилне и равне површине.
Подлога може бити залијепљена на папир или бити одвојена као код трака и дискова шмиргл папира.
Јачи папир или подлога повећава једноставност при обради дрвета. Што је јачи материјал подлоге, брже је брушење, хабање папира и грубља је површина која се обрађује.

### Материјал абразива[8]
Материјали који се користе за крупице абразива су:
- кремен, који се данас ријетко користи
- гранит, користи се при обради дрвета
- корунд, при брушењу и полирању метала
- алуминијум оксид, најчешће коришћен и најфетинији. Користи се на металу (аутомобилских каросерија) или дрвету
- силикон карбид, од најситнијих до најкрупнијих грубих гранула, често се користи код влажних материјала
- алуминјим циркон, користи се код машина за брушење
- хром(III) оксид, користи се код најситнијих микрометарских гранула
- керамички алуминијумов оксид, користи за рад при великом притиску на подлогу и код абразива за тканином и оних са љепилом

Шмиргл папир се може стерилисати додавањем сувог лубриканта абразиву. Овакви папири су корисни код завршном брушењу слоја и боје пошто спречавају зачепљења подлоге и продужавају животни вијек папира.
Што је грубљи абразивни материјал лакше је шмирглање површина као што је дрво. Абразив за полирање гранита мора бити грубљи од гранита.

### Величина гранула абразива[8]
Постоји неколико стандарда који се користе за означавање величине гранула абразива. Означава се не само просјечна величина гранула, већ и варијације у величини. Најчешће скале су CAMI (енгл. Coated Abrasive Manufacturers Institute) која се користи у Сједињеним Државама и FEPA (енгл. Federation of European Producers of Abrasives), позната као и P систем. FEPA систем се поклапа са ISO 6344 стандардом. У Јапану се користи JIS (енгл. Japanese Industrial Standards Committee), који се најчешће користи за микрогрануле. Ought систем ({0, 00, 000, ...} или {1/0, 2/0, 3/0, ...}) се у прошлости користио у САД. Јефтинији шмиргл папири често садрже ознаке као што су: груби, средњи и фини.

#### Табела ознака
| | ISO/FEPA систем | CAMI систем | Просјечна величина гранула абразива у микрометрима |
| --- | --------------- | ----------- | -------------------------------------------------- |
| Макрогрануле |                 |             |                                                    |
| Најгрубљи (веома брзо уклањају материјал, почетно шмирглање паркета)                                                                                         | P12             |             | 1815                                               |
| Најгрубљи (веома брзо уклањају материјал, почетно шмирглање паркета)                                                                                         | P16             |             | 1324                                               |
| Најгрубљи (веома брзо уклањају материјал, почетно шмирглање паркета)                                                                                         | P20             |             | 1000                                               |
| Најгрубљи (веома брзо уклањају материјал, почетно шмирглање паркета)                                                                                         | P24             |             | 764                                                |
| Најгрубљи (веома брзо уклањају материјал, почетно шмирглање паркета)                                                                                         |                 | 24          | 708                                                |
| Најгрубљи (веома брзо уклањају материјал, почетно шмирглање паркета)                                                                                         | P30             |             | 642                                                |
| Најгрубљи (веома брзо уклањају материјал, почетно шмирглање паркета)                                                                                         |                 | 30          | 632                                                |
| Најгрубљи (веома брзо уклањају материјал, почетно шмирглање паркета)                                                                                         |                 | 36          | 530                                                |
| Најгрубљи (веома брзо уклањају материјал, почетно шмирглање паркета)                                                                                         | P36             |             | 538                                                |
| Груби (брзо уклањање материјала) | P40             | 40          | 425                                                |
| Груби (брзо уклањање материјала) |                 | 50          | 348                                                |
| Груби (брзо уклањање материјала) | P50             |             | 336                                                |
| Средњи (шмирглање голог дрвета при припреми за завршно полирање, за њежно уклањање лака)                                                                     |                 | 60          | 265                                                |
| Средњи (шмирглање голог дрвета при припреми за завршно полирање, за њежно уклањање лака)                                                                     | P60             |             | 269                                                |
| Средњи (шмирглање голог дрвета при припреми за завршно полирање, за њежно уклањање лака)                                                                     | P80             |             | 201                                                |
| Средњи (шмирглање голог дрвета при припреми за завршно полирање, за њежно уклањање лака)                                                                     |                 | 80          | 190                                                |
| Ситни (шмирглање дрвета у припреми за полирање, неодговарајуће за уклањање лака или боје са древета, користити се за уклањање мрља од гипса и воде с дрвета) | P100            |             | 162                                                |
| Ситни (шмирглање дрвета у припреми за полирање, неодговарајуће за уклањање лака или боје са древета, користити се за уклањање мрља од гипса и воде с дрвета) |                 | 100         | 140                                                |
| Ситни (шмирглање дрвета у припреми за полирање, неодговарајуће за уклањање лака или боје са древета, користити се за уклањање мрља од гипса и воде с дрвета) | P120            |             | 125                                                |
| Ситни (шмирглање дрвета у припреми за полирање, неодговарајуће за уклањање лака или боје са древета, користити се за уклањање мрља од гипса и воде с дрвета) |                 | 120         | 115                                                |
| Веома ситни (шмирглање обичног дрвета) | P150            |             | 100                                                |
| Веома ситни (шмирглање обичног дрвета) |                 | 150         | 92                                                 |
| Веома ситни (шмирглање обичног дрвета) | P180            | 180         | 82                                                 |
| Веома ситни (шмирглање обичног дрвета) | P220            | 220         | 68                                                 |
| Микрогрануле |                 |             |                                                    |
| Веома ситни (завршно шмирглање између слојева) | P240            |             | 58.5                                               |
| Веома ситни (завршно шмирглање између слојева) |                 | 240         | 53.0                                               |
| Веома ситни (завршно шмирглање између слојева) | P280            |             | 52.2                                               |
| Веома ситни (завршно шмирглање између слојева) | P320            |             | 46.2                                               |
| Веома ситни (завршно шмирглање између слојева) | P360            |             | 40.5                                               |
| Изузетно ситни (почетно полирање дрвета) |                 | 320         | 36.0                                               |
| Изузетно ситни (почетно полирање дрвета) | P400            |             | 35.0                                               |
| Изузетно ситни (почетно полирање дрвета) | P500            |             | 30.2                                               |
| Изузетно ситни (почетно полирање дрвета) |                 | 360         | 28.0                                               |
| Изузетно ситни (почетно полирање дрвета) | P600            |             | 25.8                                               |
| Суперситни (завршно полирање слојева и дрвета) |                 | 400         | 23.0                                               |
| Суперситни (завршно полирање слојева и дрвета) | P800            |             | 21.8                                               |
| Суперситни (завршно полирање слојева и дрвета) |                 | 500         | 20.0                                               |
| Суперситни (завршно полирање слојева и дрвета) | P1000           |             | 18.3                                               |
| Суперситни (завршно полирање слојева и дрвета) |                 | 600         | 16.0                                               |
| Суперситни (завршно полирање слојева и дрвета) | P1200           |             | 15.3                                               |
| Најситнији (завршно шмирглање и полирање дебљих слојева) | P1500           | 800         | 12.6                                               |
| Најситнији (завршно шмирглање и полирање дебљих слојева) | P2000           | 1000        | 10.3                                               |
| Најситнији (завршно шмирглање и полирање дебљих слојева) | P2500           |             | 8.4                                                |

### Љепила
За лијепљење абразива на папир користе се разне врсте адхезива. Природна љепила од животињских ткива се још увијек користе, али све мање јер не подносе превелику топлоту нити су водонепропусна. Водонепропусни шмиргл папири користе љепила од смоле и водонепропусну подлогу.
Постоје и шмиргла код којих су грануле међусобно раздвојене да би папир био савитљивији. Тиме се смањује запушење папира.

### Облици шмиргл папира[8]
Шмиргле се праве у велико броју различитих облика.
- лист, најчешће димензија 25-30 центиметара
- трака (каиш), најчешће с тканином у подлози
- диск, направљен да би се уколпио на разне облике машина са ротирајућом главом
- колут (табак)
- спужва, за уска мејста